# Форествілл (Огайо)
Форествілл (англ. Forestville) — переписна місцевість (CDP) в США, в окрузі Гамільтон штату Огайо. Населення — 10 615 осіб (2020).

## Географія
Форествілл розташований за координатами 39°4′10″ пн. ш. 84°20′21″ зх. д. / 39.06944° пн. ш. 84.33917° зх. д. (39.069478, -84.339031).  За даними Бюро перепису населення США в 2010 році переписна місцевість мала площу 9,65 км², з яких 9,65 км² — суходіл та 0,00 км² — водойми.

## Демографія
Згідно з переписом 2010 року, у переписній місцевості мешкали 10 532 особи в 4294 домогосподарствах у складі 2846 родин. Густота населення становила 1092 особи/км².  Було 4563 помешкання (473/км²).
Расовий склад населення:
| - 93,4 % — білих - 2,5 % — азіатів - 1,4 % — чорних або афроамериканців - 0,1 % — вихідців з тихоокеанських островів - 0,1 % — корінних американців |

До двох чи більше рас належало 2,0 %. Частка іспаномовних становила 1,5 % від усіх жителів.
За віковим діапазоном населення розподілялося таким чином: 25,1 % — особи молодші 18 років, 57,4 % — особи у віці 18—64 років, 17,5 % — особи у віці 65 років та старші. Медіана віку мешканця становила 42,0 року. На 100 осіб жіночої статі у переписній місцевості припадало 86,1 чоловіків;  на 100 жінок у віці від 18 років та старших — 81,3 чоловіків також старших 18 років.
Середній дохід на одне домашнє господарство  становив 83 539 доларів США (медіана — 65 227), а середній дохід на одну сім'ю — 106 680 доларів (медіана — 97 288). Медіана доходів становила 72 330 доларів для чоловіків та 52 083 долари для жінок. За межею бідності перебувало 11,5 % осіб, у тому числі 22,0 % дітей у віці до 18 років та 7,3 % осіб у віці 65 років та старших.
Цивільне працевлаштоване населення становило 4489 осіб. Основні галузі зайнятості: освіта, охорона здоров'я та соціальна допомога — 24,4 %, фінанси, страхування та нерухомість — 12,0 %, виробництво — 11,4 %.